# (466916) 2015 HY5
(466916) 2015 HY5 es un asteroide perteneciente al cinturón de asteroides, descubierto el 6 de septiembre de 2008 por el equipo Spacewatch desde el Observatorio Nacional de Kitt Peak (Arizona, Estados Unidos).